# Gutierre Fernández Hidalgo
Gutierre Fernández Hidalgo (* um 1547, eventuell in Talavera de la Reina; † 11. Juni 1623 in La Plata, heute Sucre, Bolivien) war ein spanischer Komponist der späten Renaissance, der von 1584 bis zu seinem Tod in Südamerika lebte und arbeitete.

## Biographie
Von seinem Leben in Spanien ist wenig bekannt, weder Geburtsort noch Geburtsjahr lassen sich eindeutig bestimmen, man weiß, dass er seine musikalische Ausbildung in Salamanca erhielt und dass er war eine Zeit lang dort und in Alcalá de Henares als Kirchenmusiker tätig war. Ende 1583 reiste er nach Südamerika ab, wo er an verschiedenen Orten lebte und arbeitete:
- von 1584 bis 1586 als Kapellmeister und Musiklehrer in Santafé (heute: Bogotá, Kolumbien)
- von 1588 bis 1590 Kapellmeister und Musiklehrer in Quito (heutiges Ecuador)
- 1591 für kurze Zeit Kapellmeister in Lima (heutiges Peru)
- 1591 bis- 1597 Kapellmeister in Cuzco (heutiges Peru)
- ab 1597 bis zu seinem Tod (mit Unterbrechung von 1609 bis 1612 (Cuzco)) Kapellmeister und Musiklehrer in La Plata (heute Sucre, Bolivien).

## Werk und Bedeutung
Fernández Hidalgos Kompositionen bestechen durch ihre durchsichtige Polyphonie ohne überladen zu sein.
Seine Werke stehen den Werken der besten spanischen Komponisten seiner Zeit in nichts nach.
Zu seinen Werken zählen ein Magnificat, mehrere Salve Regina und viele andere vokale kirchenmusikalische Werke.
Durch seinen Lebensschwerpunkt in Südamerika wurde Fernández Hidalgo zum ersten wirklich bekannten
Komponisten (im abendländischen Sinne) Südamerikas.